# Brentanopark

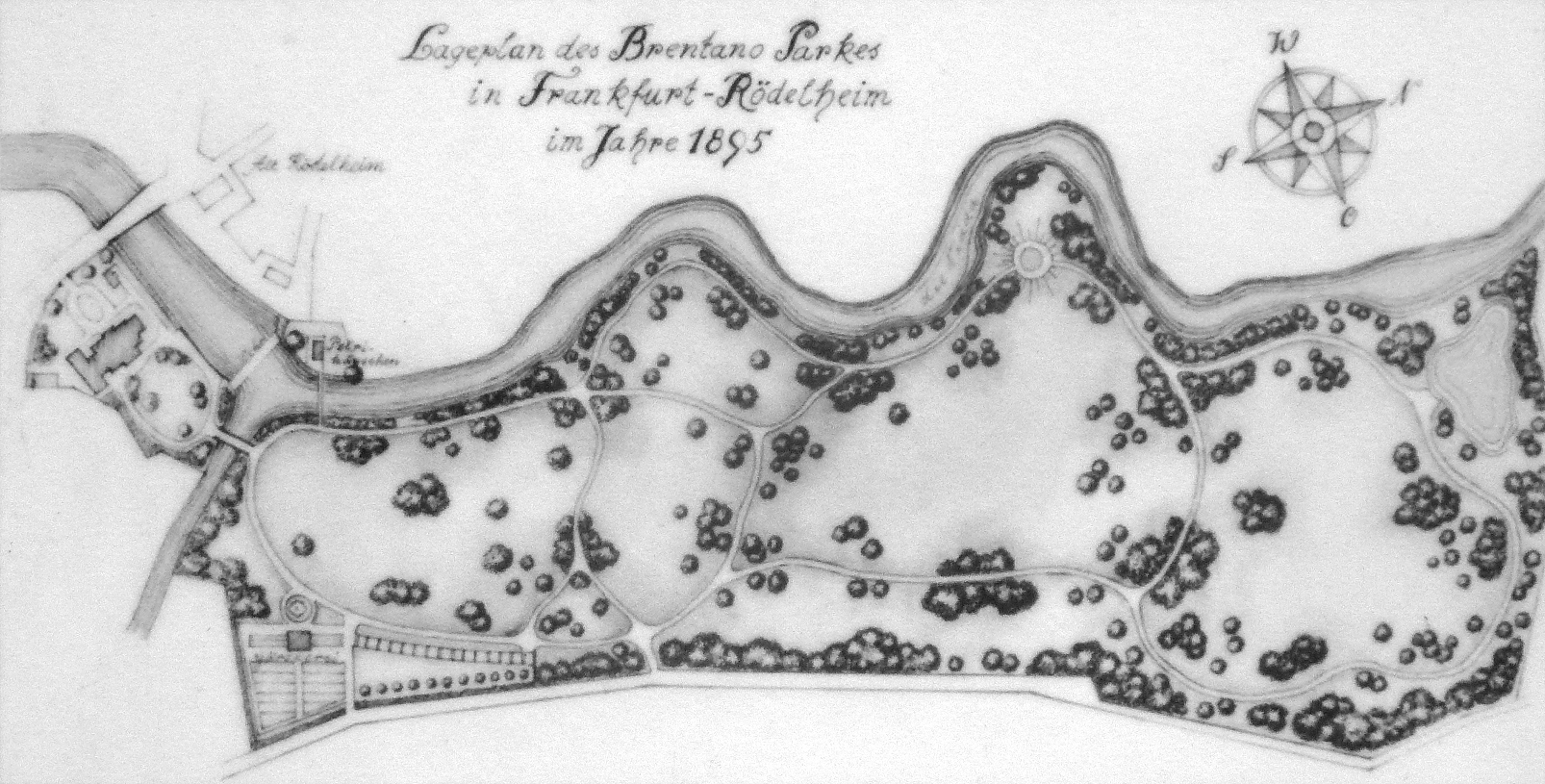
Lageplan des Brentanoparks aus dem Jahr 1895

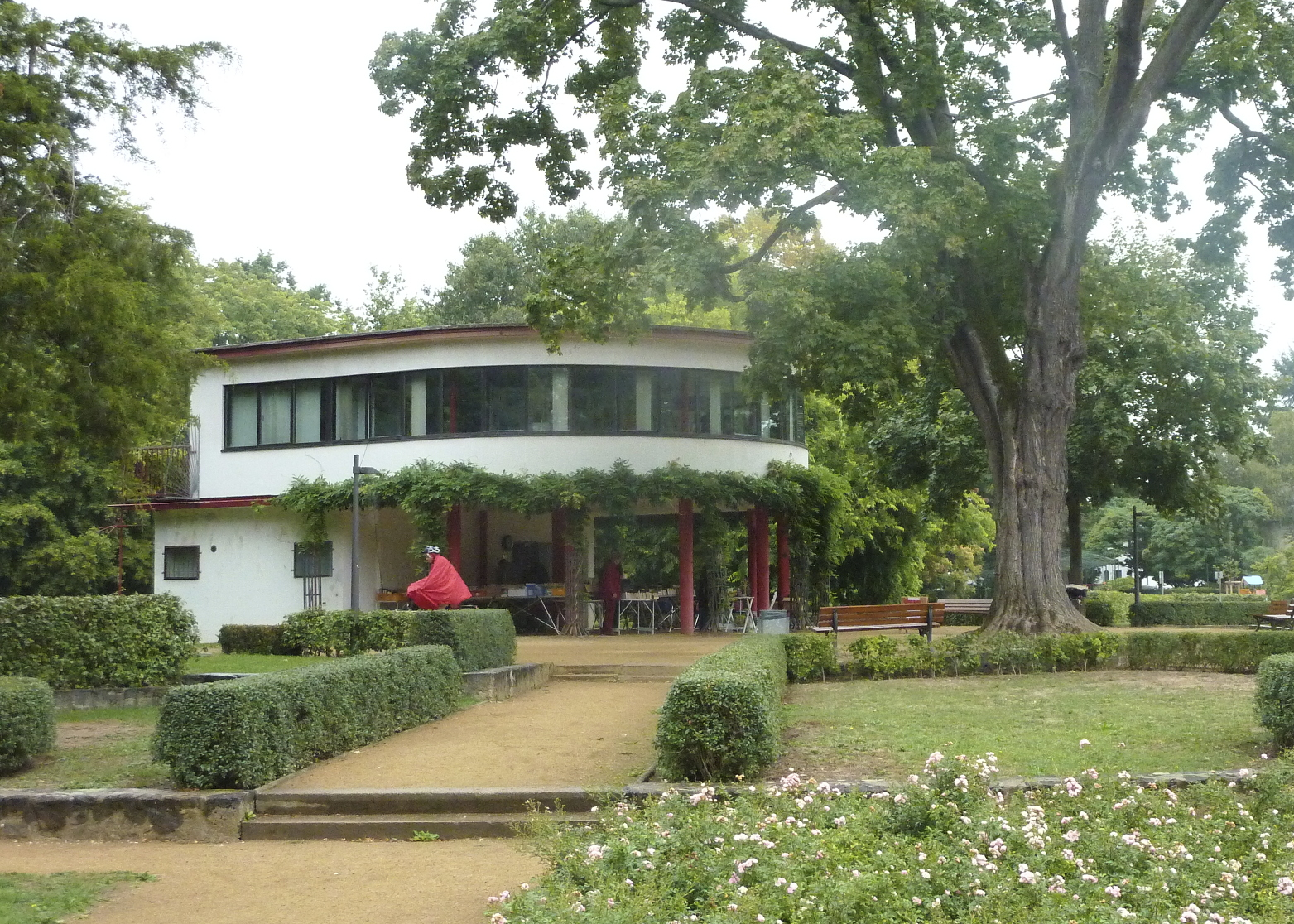
Unterrichtspavillon des ehemaligen Schulgartens im Park. Architekt: Eugen Kaufmann

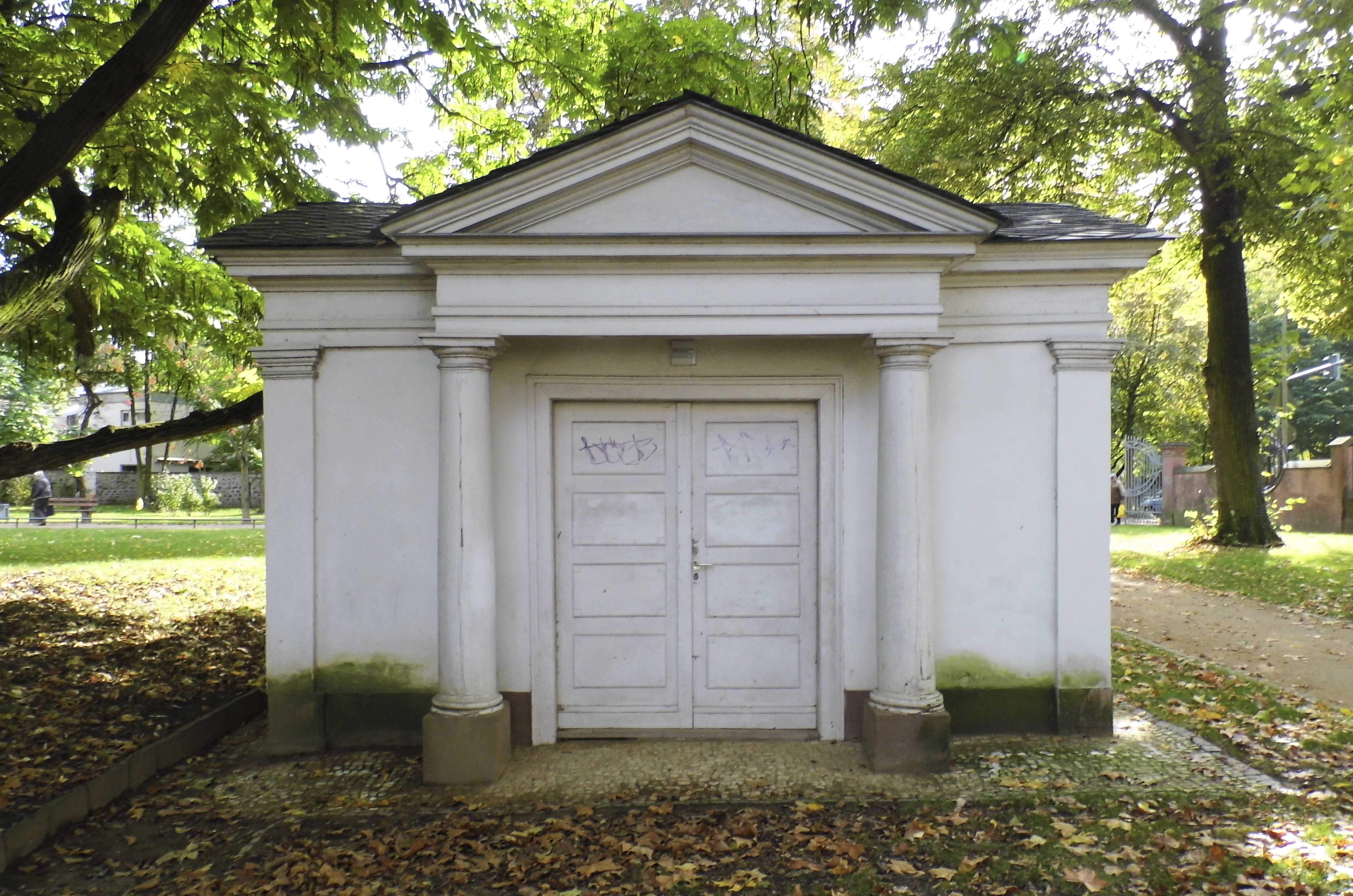
Brentanosches Gartenhaus am westlichen Rand des Parks

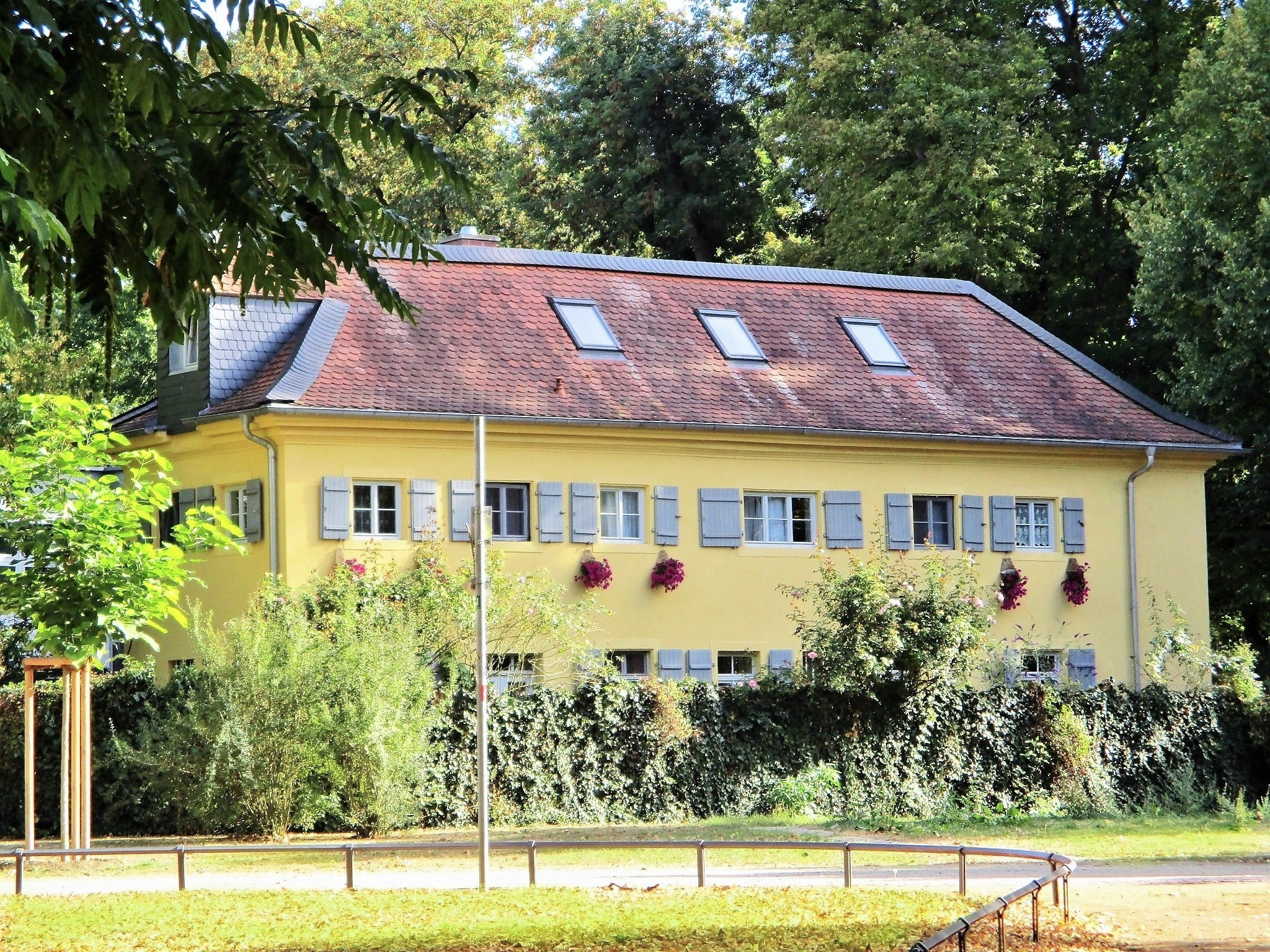
Ehemaliges Küchenhaus des Landhauses der Brentanos

Der Brentanopark ist neben dem Solmspark einer der beiden großen Parks im Frankfurter Stadtteil Rödelheim. Er ist etwa vier Hektar groß.

## Geschichte

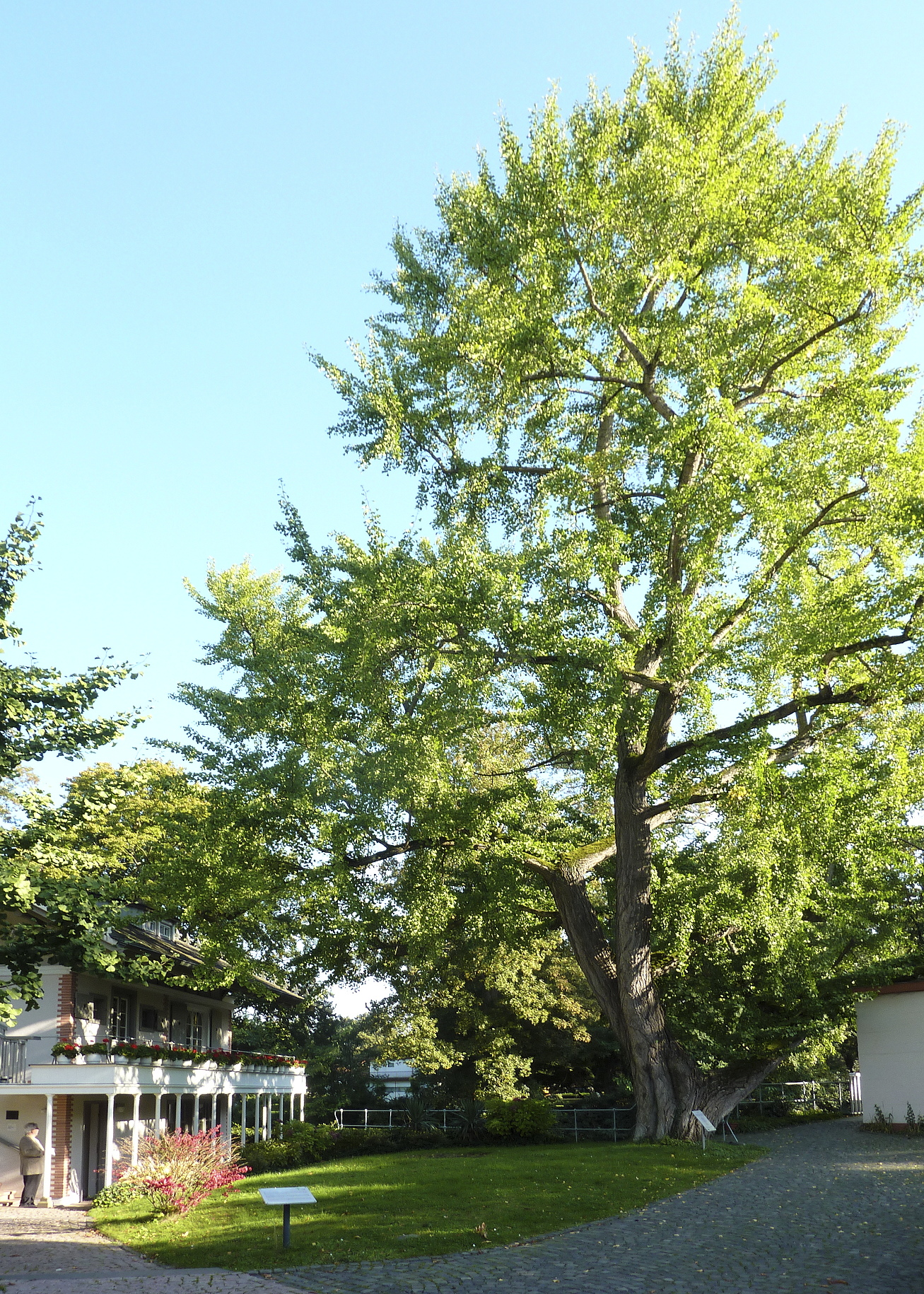
1750 gepflanztes Exemplar der aus China stammenden Baumart Ginkgo biloba

Der Frankfurter Geschäftsmann Georg Brentano erwarb das Gelände – ein Landhaus mit Garten – 1808 von dem preußischen Hofrat Basse, der den Garten im Jahr 1770 am Ufer des Flusses Nidda anlegen ließ. Der Park wurde von Brentano durch den Ankauf umliegender Grundstücke bis 1823 auf ca. 14 Hektar erweitert. Unter anderem gehörte das Petrihaus auf der anderen Seite der Nidda dazu, das heute außerhalb des eigentlichen Parkgeländes steht und Georg Brentano als Refugium diente. Zum Landhaus gehörten außerdem das kleine Gartenhaus, welches als Badehaus genutzt wurde sowie das Kutscher- oder Küchenhaus. Beide sind bis heute erhalten, das eigentliche Landhaus hingegen existiert nicht mehr. Viele bekannte Persönlichkeiten wie Johann-Wolfgang von Goethe, die Gebrüder Grimm und deren Bruder, der Maler Ludwig Emil Grimm, Marianne von Willemer, Adele Schopenhauer und Fürst Pückler waren hier gerne zu Gast.
Im Jahr 1926 erwarb die Stadt Frankfurt den Park und wandelte ihn in den folgenden beiden Jahren um in einen Park für die Bürger der Stadt mit Spazierwegen, Wiesen und einem Schülerarbeitsgarten. Im Zuge der Niddaregulierung in den Jahren 1927–1930 wurde der nördliche Teil des Parks abgetrennt und in das öffentliche Freibad Brentanobad umgestaltet.
Der Pavillon mit dem Rosengarten, heute ein markanter Punkt des Parks, wurde 1931 nach Plänen von Eugen Kaufmann (1892–1984) als Teil des Projekts Neues Frankfurt errichtet. Weitere bemerkenswerte Orte im Park sind das Kriegsopferdenkmal und das Denkmal für die 1938 zerstörte Rödelheimer Synagoge. Heute ist der Park mit seinem alten Baumbestand ein Erholungsort. Eine Besonderheit ist der etwa 260 Jahre alte Ginkgo-Baum, der auch „Goethe-Ginkgo“ genannt wird, weil ihn der Dichter Johann Wolfgang von Goethe besonders geschätzt haben soll. Im Jahr 2007 wurde mit der Sanierung des Parks begonnen, bei der einige Bereiche umgestaltet wurden, um die ursprüngliche Bepflanzung und Wegführung wiederherzustellen. Im Park steht eine Stieleiche mit einem Brusthöhenumfang von 6,84 m (2015). Nähere Informationen über die Baumbestände (Art und Pflanzdatum) gibt es online im Baumkataster Frankfurt.

## Weblinks

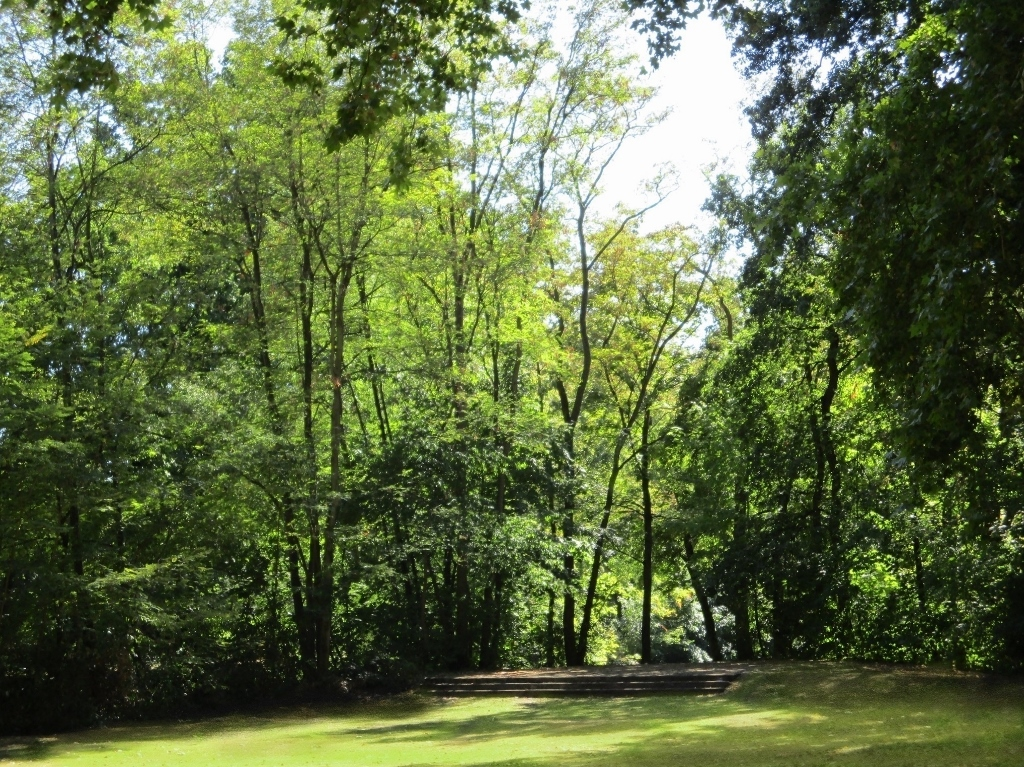
Brentanopark – historische Freilichtbühne

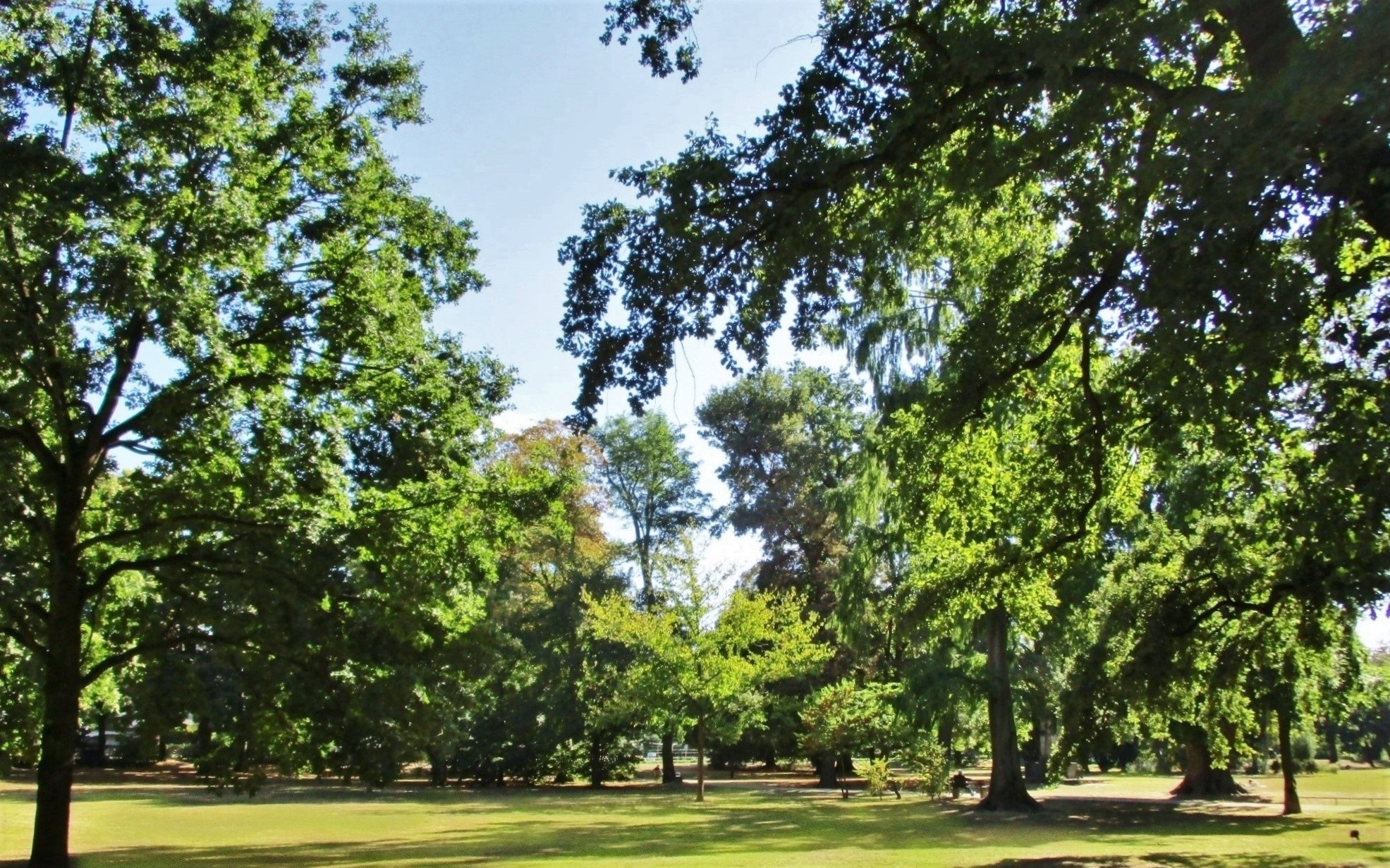
Brentanopark – Parkansicht

## Verkehrsanbindung
Die dem Brentanopark nächstgelegene Bushaltestelle der Frankfurter Verkehrsgesellschaft VgF ist die von den Linien 34 und 72 bediente Haltestelle Alt-Rödelheim in wenigen Metern westlicher Entfernung vom Park. Der nächstgelege Haltepunkt der Linien S3–S5 der S-Bahn Rhein-Main ist der Bahnhof Frankfurt-Rödelheim, rund 500 Meter westlich des Brentanoparks gelegen.